# Hors-bord (navire)
Pour les articles homonymes, voir Hors-bord.
Le hors-bord est l'espace et tout élément se trouvant à l'extérieur du pourtour du bateau ou du navire.
- "Tomber par-dessus bord", "sauter par-dessus bord" sont des termes souvent utilisés pour signifier sortir de la coque.
- le moteur hors-bord, qui est le moteur situé à l'extrémité extérieure de la poupe de la coque et qui est également appelé hors-bord.

Le terme "In-board" est utilisé pour désigner tout ce qui se trouve à l'intérieur du bateau, du navire ou de la coque.